# Magenballon

Magenballon, Icon

Der Magenballon (englisch intragastric balloon) ist eine nicht-operative, endoskopisch-interventionelle Methode zur Behandlung von Übergewicht. In einigen Fällen wird der Magenballon auch bei stark adipösen Patienten zur vorbereitenden (präoperativen) Gewichtsabnahme für einen chirurgischen Eingriff verwendet. Im Gegensatz zu anderen Verfahren aus dem Bereich der Adipositaschirurgie zeichnet sich der Magenballon dadurch aus, dass keine Narben entstehen. Im Rahmen einer einfachen Magenspiegelung wird der Magenballon in Kurznarkose über die Speiseröhre in den Magen eingeführt und anschließend mit einer blau gefärbten Kochsalzlösung (400–700 ml) gefüllt. Der Ballon wird relativ weit oben im Magen eingesetzt und funktioniert als „Platzhalter“. Dadurch steht nur noch ein kleiner Teil des Magens für die Nahrungsaufnahme zur Verfügung, während der größere Teil des Magens von der direkten Nahrungsaufnahme ausgeschlossen ist. Der Patient kann nur noch kleine Mahlzeiten zu sich nehmen, da der Magen schnell gefüllt ist. Der Vagusnerv, der über die Magenwand verläuft, misst die Dehnung des Magens bei Nahrungsaufnahme. Durch die Stimulation des Magenballons meldet er dem Gehirn früher, dass genug Nahrung aufgenommen wurde und das Sättigungsgefühl setzt ein. Diese Wirkungsweise ist dem Magenband nachempfunden.
Für die Behandlung mit dem Magenballon kommen grundsätzlich nur Patienten in Frage, die zu übergewichtig für eine alleinige Diät sind, die aber noch kein Magenband oder einen anderen operativen Eingriff wie eine Magen-Bypass-Operation benötigen, um ihr Gewicht zu reduzieren. Bei einem Body-Mass-Index (BMI) im Bereich zwischen 28 und 44 – in besonderen Fällen auch 26 bis 46 – ist ein Einsatz des Magenballons möglich.
Der Magenballon bleibt 6–12 Monate im Körper und wird dann mittels einer einfachen Magenspiegelung entfernt. Dabei wird der Ballon mit einer Nadel punktiert, die Flüssigkeit abgesaugt und dann der leere Ballon mit Hilfe eines speziellen Greifers gefasst und über Speiseröhre und Mund entfernt.

## Ergebnisse
Die Datenlage zu den Auswirkungen des Magenballons ist eingeschränkt, eine nachhaltige Gewichtsabnahme sowie Vorteile gegenüber einer Behandlung durch Verhaltensänderung ist umstritten. Akzeptiert ist der Magenballon im Rahmen einer „Mehrschritttherapie“ vor einem adipositaschirurgischen Eingriff für Patienten mit besonderen Risikofaktoren.
Neuere Studien zeigen, dass die Magenballon-Methode einen dauerhaften, nachhaltigen Gewichtsverlust begünstigt, wenn sie als Konzept mit regelmäßiger Nachsorge durch Arzt und Ernährungsberater praktiziert wird. Auch regelmäßige sportliche Betätigung ist ein wichtiges Element in der Therapie. Hierbei wird der Magenballon als Einstiegshilfe in eine gesündere Lebensweise verstanden.
Die mitunter propagierte Methode, den Magenballon zum schnellen Abnehmen zu „missbrauchen“, zeigt nur unter bestimmten Voraussetzungen dauerhafte Erfolge. Bei nicht begleiteter Gewichtsabnahme lernen die Betroffenen lernpsychologisch genau das Verkehrte. Hierbei geht der in der Regel anfangs schnelle Gewichtsverlust mit dem Effekt des Verlustes von Magermasse einher, was die Ausbildung des Jo-Jo-Effektes zur Folge hat, da das resultierende Absinken des Energieumsatzes eine folgende schnelle Gewichtszunahme begünstigt.

## Nebenwirkungen, Komplikationen und Kontraindikationen
Die meisten Patienten leiden nach dem Eingriff unter Übelkeit, Erbrechen und zum Teil erheblichen Bauchschmerzen, die auch mehrere Tage andauern können. Nahrung passiert den Magen nur sehr langsam, das führt dazu, dass vor allem pflanzliche Nahrungsmittel bereits im Magen gären und ein extrem übelriechendes Aufstoßen erfolgt. Das Risiko für Magengeschwüre ist erhöht, deshalb soll während der Ballonliegezeit dauerhaft ein Säureblocker (z. B. Omeprazol, Pantoprazol u. a.) eingenommen werden. Durch mögliches, tagelanges Erbrechen kann es zu einem starken Flüssigkeitsdefizit (Dehydratation) und zu Elektrolytverschiebungen kommen. Deshalb ist der enge Kontakt mit dem Magenballon-Patienten vor allem in den ersten Tagen nach Einsetzen des Magenballons sehr wichtig. Wenn der Magenballon platzt, verfärbt sich der Urin, da die Kochsalzlösung mit einem Farbstoff (Methylenblau) versehen ist. In diesem Fall muss der behandelnde Arzt umgehend aufgesucht werden und der Magenballon entfernt werden. In der Literatur wurden Fälle von Darmverschluss (Ileus) durch abgegangene Magenballons berichtet. Dieses Risiko betrifft vor allem die gasgefüllten Magenballons, die sich unbemerkt entleeren, den Magen verlassen und im Darm hängenbleiben können.
Das Hungergefühl wird nicht unbedingt gedämpft, so dass sich zwar der Magen voll anfühlt, man aber ständig hungrig ist, adipöse Patienten umgehen dann den vollen Magen durch Aufnahme hochkalorischer Nahrung wie Schokolade, Süßgetränke und anderem.
Es sind Todesfälle beschrieben, die in Folge einer Nekrose (Absterben) der Magenwand oder einer Ruptur (Zerreissung) von Magen und Zwölffingerdarm entstanden sind. Diese Todesfälle betreffen ausschließlich an Speiseröhre oder Magen voroperierte Patienten. Aus diesem Grund sind Operationen an Speiseröhre und Magen absolute Kontraindikationen für die Behandlung mit dem Magenballon. Weitere Kontraindikationen sind eine große Hiatus- oder paraösophageale Hernie, ein aktuell bestehendes Magen- oder Zwölffingerdarmgeschwür, Schwangerschaft, die Behandlung mit blutverdünnenden Mitteln (z. B. mit Marcumar, sog. NOAKS = neue orale Antikoagulantien wie Xarelto, Eliquis, Pradaxa u. a.), außerdem Essstörungen (Anorexie, Bulimie, Binge-eating), schwere psychische Störungen sowie Alkohol- und Drogensucht. Ein Artikel über die Entfernung eines Magenballons mit tödlichen Komplikationen berichtet über den fatalen Fall eines fehlerhaft eingesetzten Ballons. In der Hand eines erfahrenen Gastroenterologen ist das Legen und Entfernen eines Magenballons eine einfache und sichere Methode.